# Hagens Berman Jayco
Hagens Berman Axeon is een Amerikaanse continentale wielerploeg. Het team werd opgericht als opleidingsploeg voor RadioShack-Nissan-Trek. Na het opheffen van die ploeg eind 2011 fungeert de ploeg als onafhankelijke opleidingsploeg.
In het team rijden alleen renners die jonger zijn dan 23 jaar. Vanaf het seizoen 2018 komt de ploeg uit op het pro-continentale niveau.

## 2016

### Transfers
| Inkomend        | Team 2015      | Uitgaand         | Team 2016              |
| --------------- | -------------- | ---------------- | ---------------------- |
| Jonathan Brown  | Neo            | Daniel Eaton     | Unitedhealthcare       |
| Adrien Costa    | Neo            | James Oram       | ONE Pro Cycling        |
| Edward Dunbar   | NFTO           | Christopher Putt | Jelly Belly p/b Maxxis |
| Colin Joyce     | Neo            | Keegan Swirbul   | BMC Development Team   |
| Krists Neilands | Rietumu-Delfin |                  |                        |
| Neilson Powless | Neo            |                  |                        |
| Tyler Williams  | Neo            |                  |                        |
| Chad Young      | Neo            |                  |                        |

### Renners
| Naam               | Geboortedatum | Ploeg 2015     |
| ------------------ | ------------- | -------------- |
| William Barta      | 04-01-1996    |                |
| Jonathan Brown     | 20-04-1997    | Neo            |
| Adrien Costa       | 19-08-1997    | Neo            |
| Geoffrey Curran    | 20-10-1995    |                |
| Gregory Daniel     | 08-11-1994    |                |
| Edward Dunbar      | 01-09-1996    | NFTO           |
| Tao Geoghegan Hart | 30-03-1995    |                |
| Ruben Guerreiro    | 06-07-1994    |                |
| Colin Joyce        | 06-08-1994    | Neo            |
| Krists Neilands    | 18-08-1994    | Rietumu-Delfin |
| Justin Oien        | 05-05-1995    |                |
| Logan Owen         | 25-03-1995    |                |
| Philip O' Donnell  | 18-05-1996    |                |
| Neilson Powless    | 03-09-1996    | Neo            |
| Tyler Williams     | 17-11-1994    | Neo            |
| Chad Young         | 08-06-1995    | Neo            |

### Overwinningen
| Wedstrijd                            | Datum      | Categorie | Winnaar            |
| ------------------------------------ | ---------- | --------- | ------------------ |
| Eindklassement Tour de Beauce        | 19-06-2016 | 2.2       | Gregory Daniel     |
| 5e etappe Tour de Beauce             | 19-06-2016 | 2.2       | Gregory Daniel     |
| 5e etappe Tour de Savoie Mont Blanc  | 19-06-2016 | 2.2       | Tao Geoghegan Hart |
| 4e etappe Tour des Pays de Savoie    | 18-06-2016 | 2.2       | Adrien Costa       |
| 3e etappe Tour de Beauce             | 17-06-2016 | 2.2       | Neilson Powless    |
| Amerikaans kampioenschap             | 29-05-2016 | NC        | Gregory Daniel     |
| 7e etappe An Post Rás                | 29-05-2016 | 2.2       | Edward Dunbar      |
| Eindklassement Ronde van Bretagne    | 01-05-2016 | 2.2       | Adrien Costa       |
| 4e etappe Ronde van Bretagne         | 28-04-2016 | 2.2       | Adrien Costa       |
| Eindklassement Joe Martin Stage Race | 24-04-2016 | 2.2       | Neilson Powless    |
| Luik-Bastenaken-Luik U23             | 16-04-2016 | 1.2U      | Logan Owen         |
| Trofeo Piva                          | 03-04-2016 | 1.2U      | Tao Geoghegan Hart |
| G.P. Palio del Recioto               | 29-03-2016 | 1.2U      | Ruben Guerreiro    |